# Chypre du Nord
Pour les articles homonymes, voir Chypre.
République turque de Chypre du Nord
(tr) Kuzey Kıbrıs Türk Cumhuriyeti 
Chypre du Nord, en forme longue la république turque de Chypre du Nord (en abrégé RTCN ; en turc Kuzey Kıbrıs et Kuzey Kıbrıs Türk Cumhuriyeti, en abrégé KKTC), est un État situé dans la partie nord-est de l'île de Chypre et reconnu uniquement par la Turquie et, un temps, par le Pakistan. Elle a proclamé son indépendance le 15 novembre 1983, neuf ans après l'intervention militaire turque de 1974, alors en réaction à la tentative de rattachement de l'île à la Grèce par un groupe d'officiers putschistes de la garde nationale chypriote (l'EOKA B) mené par Níkos Sampsón après le renversement du président Makários III.
Reconnu uniquement par la Turquie, qui l'occupe militairement et le soutient économiquement, démographiquement et diplomatiquement, l'État de Chypre du Nord est considéré par l'Organisation des Nations unies (ONU) et par le Conseil de l'Europe comme une partie occupée de la république de Chypre. Les forces armées turques y maintiennent près de 40 000 hommes ainsi que des drones de combat. La Turquie y a favorisé l'implantation de quelque 120 000 Turcs venant d'Anatolie depuis 1974. La population des Chypriotes turcs autochtones est désormais moins nombreuse que celle des immigrés venus de Turquie.
En 2004, en vue de l'adhésion de Chypre à l'Union européenne, un plan de réunification proposé par l'ONU, appelé plan Annan, a été soumis à un référendum. Le plan est accepté par 65 % des Chypriotes turcs, car il permet une reconnaissance légale de l'autonomie du territoire au sein de l'État chypriote, tout en ouvrant la ligne verte, mais rejeté par 75 % de l’électorat chypriote grec parce qu'il limite à 33 % le nombre de réfugiés autorisés à rentrer chez eux et à récupérer leurs biens. Ce résultat du référendum empêche la réunion de la partie turque avec la partie grecque reconnue au niveau international : de facto, la zone turque ne fait pas partie de l'Union européenne et est exclue des unions économique, monétaire, fiscale et douanière dont fait partie de jure la république de Chypre, ainsi que de l'espace Schengen (dont la république de Chypre ne fait pas non plus partie du fait de cette séparation).
Depuis 2004, l'Organisation de la coopération islamique accorde à l'État turc de Chypre du Nord le statut d'observateur sous le nom d'« État turc de Chypre ». La Gambie et le Pakistan sont les rares pays ayant exprimé le souhait que la Chypre du Nord soit considérée comme un État à part entière.

## Géographie

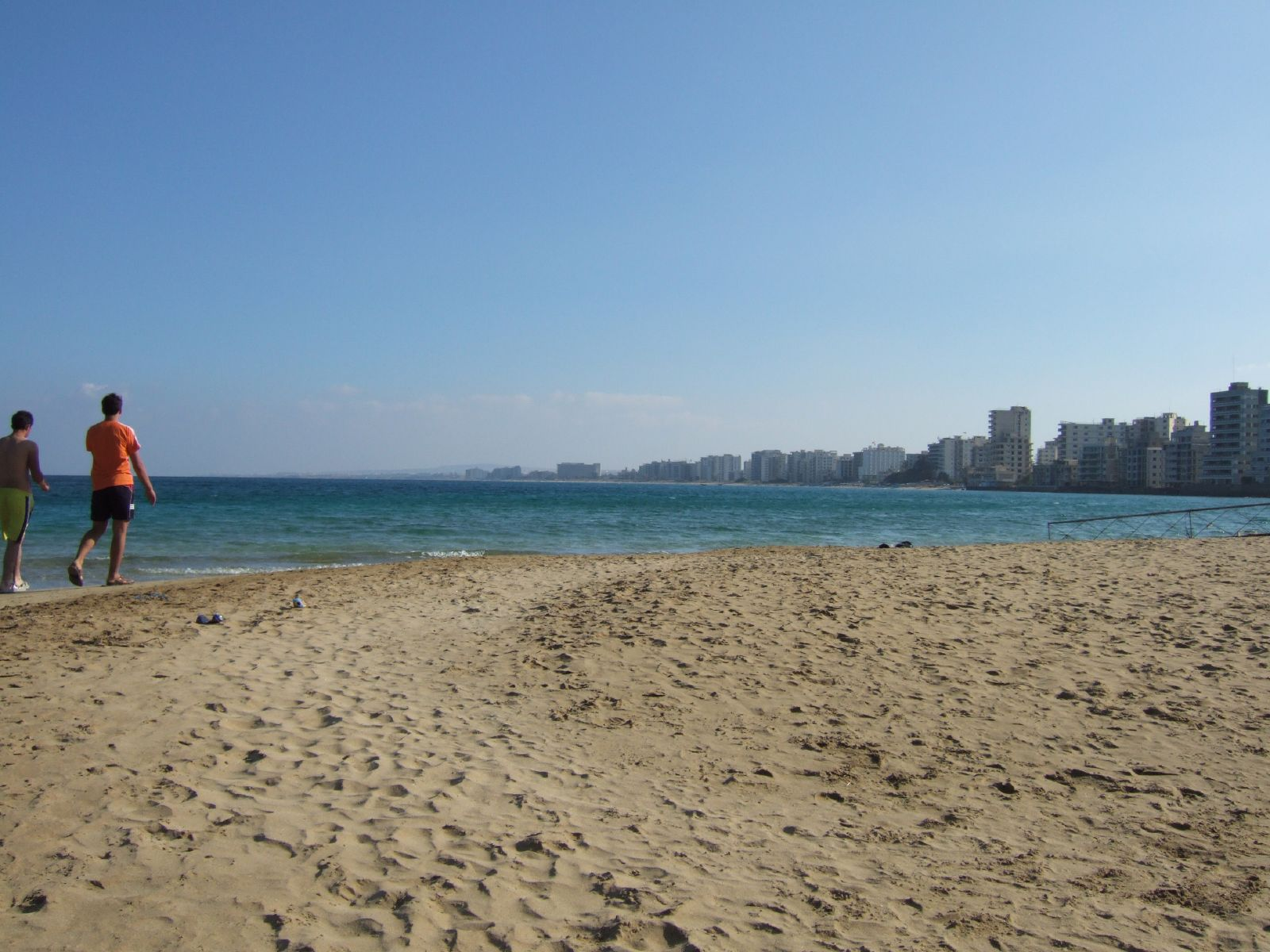
Plage à Famagouste.

La zone occupée par la Turquie a une superficie de 3 355 km2, ce qui représente près de 36 % de la superficie de l'île. Située au nord-est du bassin méditerranéen, dans le bassin Levantin, l'île est à 65 km de la Turquie au nord, 100 km de la Syrie à l'est, 420 km de l'Égypte au sud et à 480 km de l'île grecque de Rhodes. Le littoral chypriote turc, qui compte 780 km de côtes sableuses et rocheuses, est un des lieux de ponte des tortues vertes et des caouannes entre le mois d'avril et le mois d'août.
Au sud du territoire, la ligne verte, une zone démilitarisée et contrôlée par les Casques bleus (UNFICYP) de l'ONU, constitue la ligne de démarcation avec la république de Chypre au sud.

### Climat
Le climat est typiquement méditerranéen avec des étés chauds et secs, et des hivers doux et humides.
| Mois         | jan. | fév. | mars | avril | mai | juin | jui. | août | sep. | oct. | nov. | déc. |
| ------------ | ---- | ---- | ---- | ----- | --- | ---- | ---- | ---- | ---- | ---- | ---- | ---- |
| T. min. moy. | 6    | 6    | 8    | 10    | 14  | 18   | 21   | 21   | 19   | 15   | 11   | 8    |
| T. moy. (°C) | 11   | 11   | 13   | 16    | 20  | 24   | 27   | 27   | 25   | 21   | 16   | 13   |
| T. max. moy. | 15   | 16   | 18   | 22    | 26  | 30   | 34   | 34   | 31   | 27   | 23   | 17   |
| Préc. (mm)   | 80   | 50   | 50   | 20    | 20  | 5    | 0    | 0    | 5    | 25   | 40   | 100  |

### Faune et flore

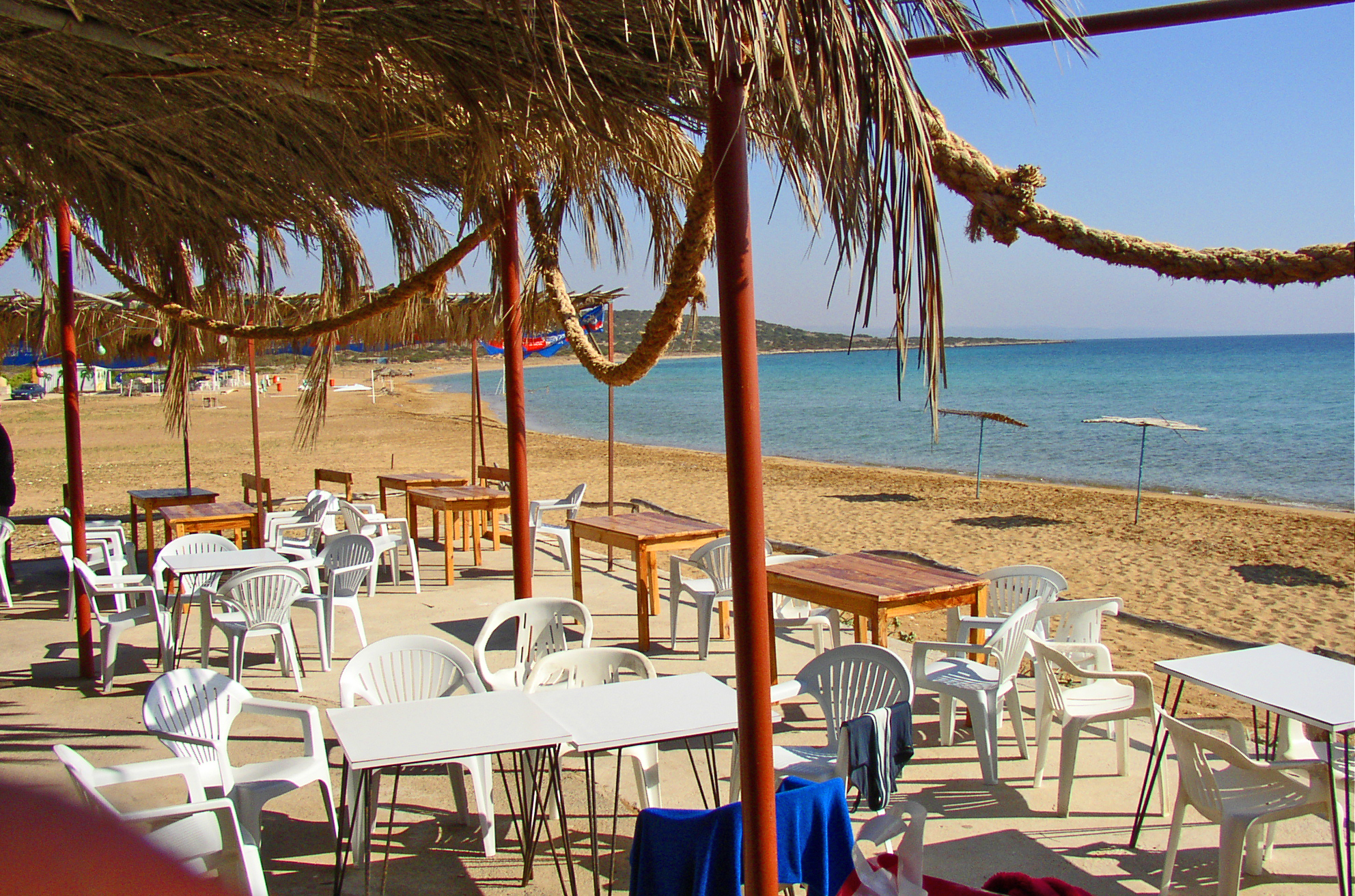
Plage sur la côte nord.

On distingue trois grands espaces vitaux pour la faune et flore en Chypre du Nord : les chaînes montagneuses, la côte et les surfaces utilisées pour l'agriculture.
Les forêts se concentrent dans les monts de Kyrenia : on y trouve des pins, des cyprès et des cèdres ; mais également le genévrier, le platane, le chêne, l'olivier et le caroubier.
Peu d'animaux vivent à l'état sauvage à l'exception du vautour fauve, du renard, de la chauve-souris, de la tortue marine et du mouflon.

## Histoire

### Création de la république indépendante de Chypre
En 1570, l'île de Chypre passe pour plus de trois siècles aux mains des Ottomans qui mettent en place leur système de millet permettant aux Chypriotes grecs, majoritaires sur l'île, de conserver leur identité. Par la suite, des turcs anatoliens peuplent peu à peu l'île. Les relations entre les deux communautés sont tout à fait pacifiques.
En 1878, l'Empire ottoman cède Chypre au Royaume-Uni de Grande-Bretagne et d'Irlande sous la forme d'un bail d'une somme de 500 000 dollars par an en échange de son soutien à la guerre russo-turque de 1877-1878. Motivés par cette nouvelle situation, les Chypriotes grecs demandent aux Britanniques le rattachement de l'île à la Grèce (Énosis), ce que ces derniers refusent catégoriquement rappelant que l'île appartient toujours juridiquement à l'Empire ottoman ; mais la Sublime Porte se rangeant aux côtés de l'Allemagne durant la Première Guerre mondiale, les Britanniques annexent l'île dès 1914, annulant ainsi le traité de 1878. Après la défaite turque, le traité de Lausanne en 1923 fait de l'île une colonie britannique.
Une révolte des Chypriotes grecs en faveur de l'Énosis éclate dans les années 1930, et sera durement réprimée par les Britanniques qui promulgueront l'état d'exception jusqu'en 1941.

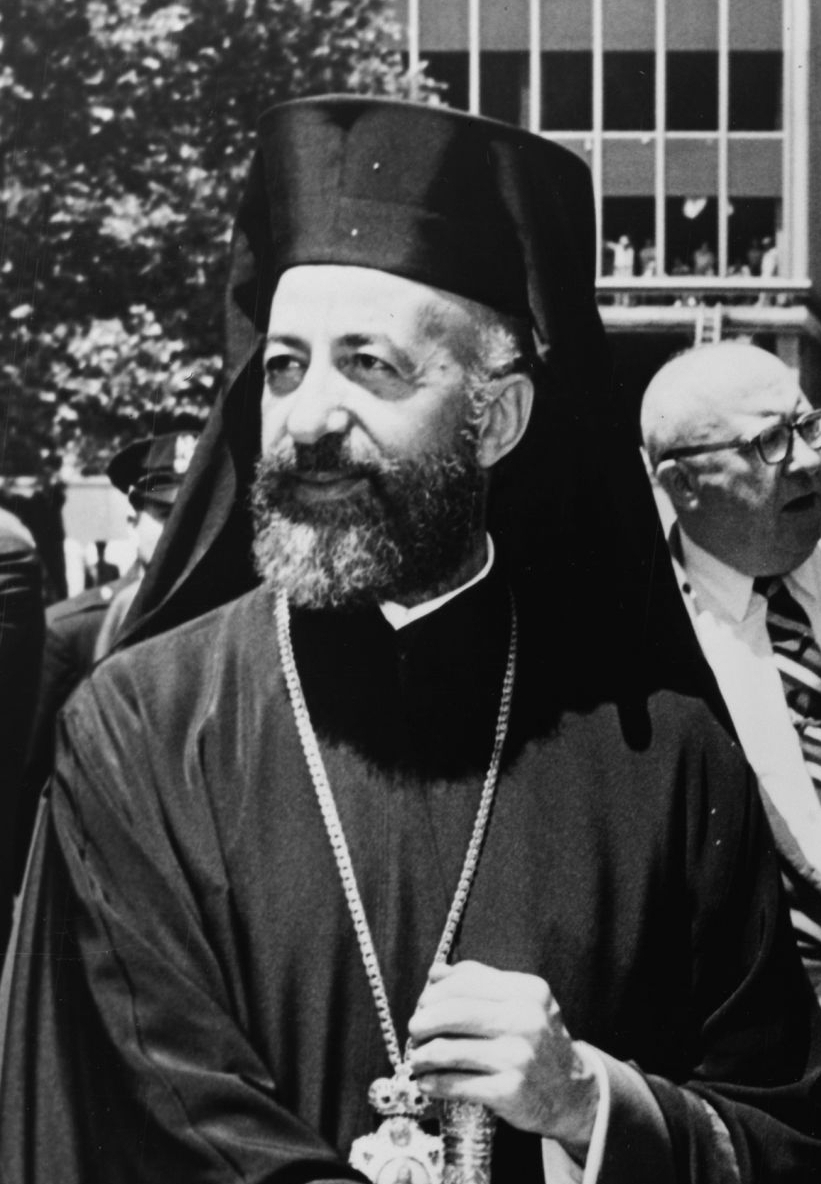
Makarios III

En 1950, Michael Christodoulou Mouskos est nommé archevêque orthodoxe de Nicosie, et prend le nom de Makários III. À cette époque, 96 % des chypriotes grecs sont en faveur de l'Énosis ; s'appuyant sur ce soutien, Makarios III utilise la voie diplomatique avec la Grèce puis, avec les Nations unies, pour rattacher l'île à la Grèce. Mais le contexte de la Guerre froide empêche cette tentative.
À partir de 1955, les nationalistes chypriotes grecs se radicalisent et commencent la lutte armée contre les autorités britanniques, réticentes vis-à-vis de l'indépendance de l'île. C'est dans ce contexte que l'EOKA (Organisation nationale des combattants chypriotes) est fondée par Georges Grivas, et soutenu par Makarios III.
Les Chypriotes turcs, qui participent également à la « lutte antiterroriste » menée par les Britanniques contre l'EOKA, demandent le Taksim, c'est-à-dire le partage de l'île entre la Grèce et la Turquie. En utilisant les Chypriotes turcs pour contrer les nationalistes chypriotes grecs, les Britanniques transforment un conflit anticolonial en conflit intercommunautaire. Les Chypriotes turcs, qui étaient également visés par les attaques de l'EOKA, ont fondé leur propre mouvement de guérilla, le Türk Mukavemet Teşkilatı (Organisation de résistance turque). Leur chef était Rauf Denktaş.
Débordés, les Britanniques décrètent l'état d'urgence en 1956, condamnent à la pendaison un certain nombre d'activistes de l'EOKA et déportent Makarios III aux Seychelles.
La lutte anticoloniale prend fin avec les accords de Zurich et de Londres en 1959 : la république indépendante de Chypre est proclamée le 16 août 1960 ; la Grèce, la Turquie et le Royaume-Uni deviennent les garants de cette nouvelle république : le Royaume-Uni conserve les deux bases militaires à Akrotiri et Dhekelia, la Grèce et la Turquie maintiennent respectivement 900 et 650 soldats sur place.

### Le coup d'État de 1974
Makários III rentre d'exil et devient le premier président de la jeune république de Chypre, le chypriote turc Fazıl Küçük devient vice-président. En 1963, Makarios III demande la révision de la Constitution chypriote, visant à diminuer la surreprésentation des Chypriotes turcs au pouvoir législatif. Cet événement va engendrer le départ des politiciens chypriotes turcs du gouvernement et du parlement chypriote.
Les violences intercommunautaires reprennent : en décembre 1963, elles atteignent une intensité majeure avec la « semaine noire » : 134 morts, dont 108 Chypriotes turcs, sont massacrés. Outre les efforts américains pour apaiser la situation, l'Organisation des Nations unies envoie 2 500 casques bleus en mars 1964 pour former une force d'interposition. Ceci n'empêche pas la Turquie d'envoyer des avions, qui vont bombarder certaines zones de l'île, et la Grèce de fournir en armes, en troupes et en conseillers militaires les Chypriotes grecs.
En 1967, les militaires prennent les rênes de la Grèce. Ce régime des colonels est hostile à Makarios III et soutient les activités de l'EOKA afin de déstabiliser le président chypriote grec. Celui-ci est réélu deux fois (en 1968 et 1973). Le 15 juillet 1974, il est démis de ses fonctions par le coup d'État de la garde nationale, aidée par les colonels grecs. Makarios III est remplacé par Níkos Sampsón, un ancien membre de l'EOKA.

### Opération Attila

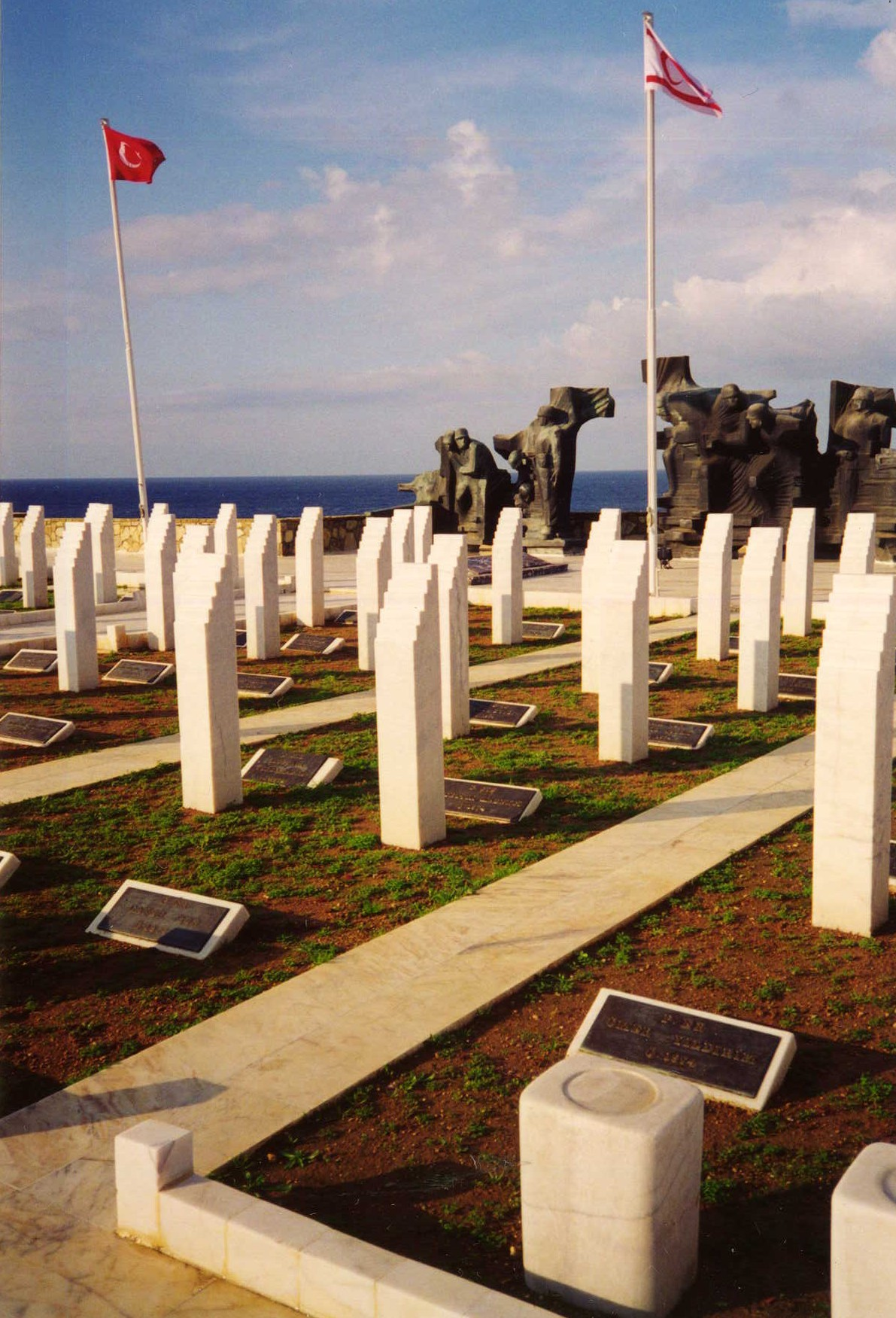
Tombes des Chypriotes turcs tués au combat.

En 1974, l’intervention militaire de la Turquie, redoutant l’Énosis, est officiellement menée en réaction au coup d'État mené le 15 juillet par la garde nationale sous la direction d'officiers grecs. Le 20 juillet 1974, les troupes turques débarquent 10 000 soldats au nord de l'île et occupent en deux jours 38 % du territoire chypriote. Dans le même temps, 200 000 Chypriotes grecs sont contraints de quitter le nord pour le sud de l'île. Pour Bülent Ecevit, premier ministre turc de l'époque, l'Opération Attila était une opération de maintien de la paix.
Dans le même temps, Níkos Sampsón est contraint de démissionner, le pouvoir en place des colonels en Grèce est renversé, et Makários III revient sur l'île pour accéder au poste de Président avec l'appui de nombreux Chypriotes grecs. Ce dernier ne devient président en fait que de la partie sud de l'île après la proclamation unilatérale, le 13 février 1975, de l'État fédéré turc de Chypre par le chef des Chypriotes turcs, Rauf Denktaş. À ce moment-là, cette zone nord de l'île ne se considère pas en tant qu'État indépendant.

### Naissance de la république turque de Chypre du Nord
Le 15 novembre 1983, à la suite de plusieurs tentatives de négociations infructueuses avec la partie chypriote grecque, Rauf Denktaş proclame l'indépendance de la « république turque de Chypre du Nord » et ne considère plus ce territoire comme un État de Chypre, mais comme une république à part entière, reconnue immédiatement par la Turquie. L'Organisation des Nations unies désapprouve cette proclamation d'indépendance et la considère juridiquement nulle.

### Projet de réunification: le plan Annan

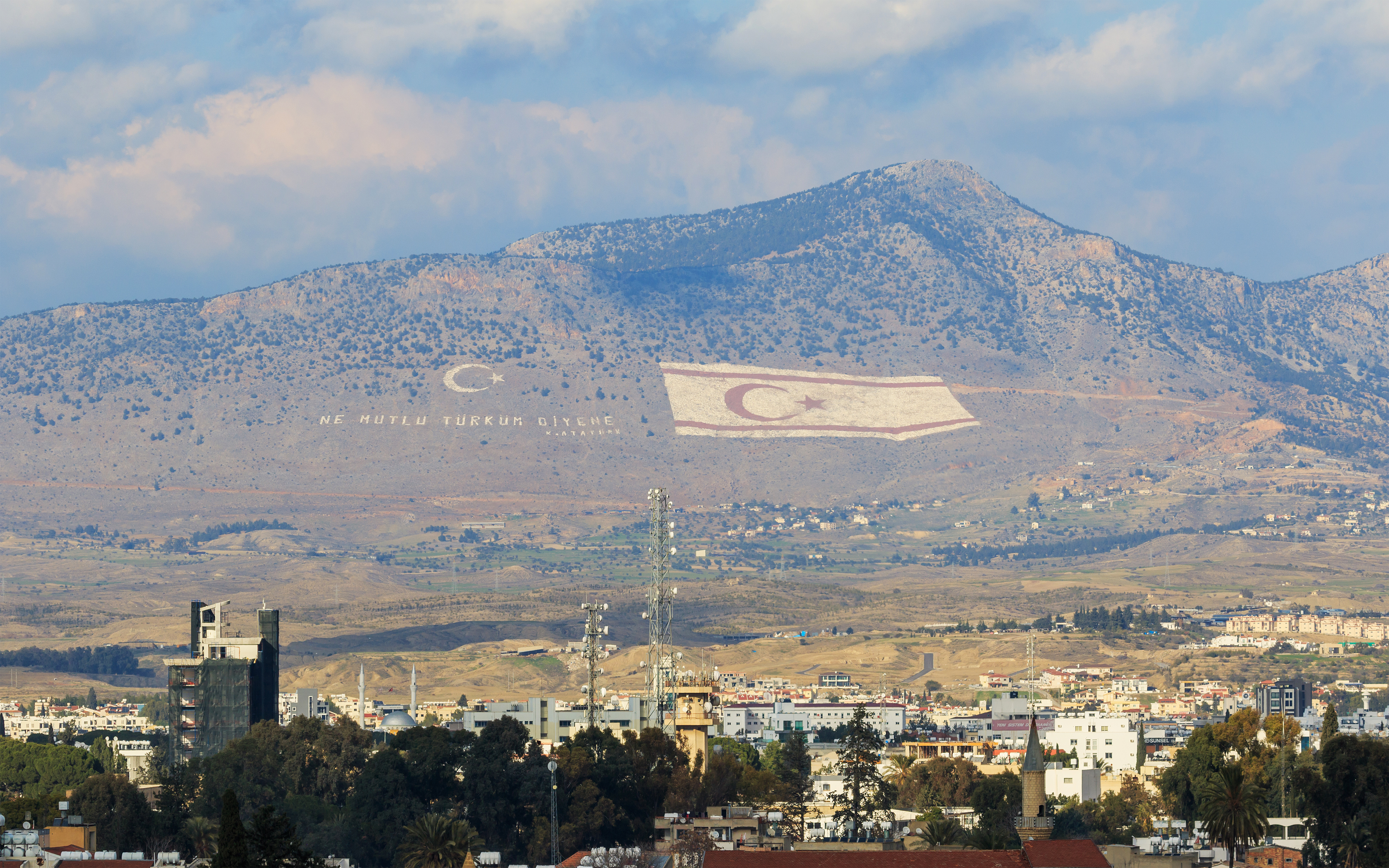
Drapeau chypriote turc et drapeau turc côte à côte

En vue de l'adhésion de Chypre à l'Union européenne, un plan de réunification proposé par l'ONU, appelé le plan Annan, a été soumis à un référendum le 24 avril 2004.
Le taux de participation avoisine 90 % dans les deux parties de l'île. Le plan est accepté par 65 % des Chypriotes turcs mais rejeté par les trois quarts de l’électorat chypriote grec. Les résultats du référendum empêchent de fait le rattachement de la partie turque au reste de l'île (seule partie reconnue au niveau international).
| Communauté        | Oui     | Non     | Participation; |
| ----------------- | ------- | ------- | -------------- |
| Chypriote grecque | 24,17 % | 75,83 % | 88 %           |
| Chypriote turque  | 64,90 % | 35,09 % | 87 %           |

Les responsables politiques chypriotes grecs motivent le « non » de la partie sud à cause d'un plan trop déséquilibré et qui ne prévoyait pas le retour de tous les réfugiés chypriotes grecs dans la partie nord, mais seulement de 40 000 ; ni l'expulsion de tous les colons de Turquie, ni une démilitarisation intégrale de la partie nord.
Par conséquent, la zone turque ne fait partie que juridiquement de l'Union européenne et est exclue de toute union (économique, monétaire, douanière...) et de l’espace Schengen.
Une autre conséquence de ce vote se retrouve dans le fait que la partie sud n'a pas pu adhérer, elle non plus, à l'espace Schengen : en effet, la partie nord de l'île voit arriver un afflux massif de réfugiés qui n'ont qu'à passer la ligne verte pour se retrouver dans l'Union européenne ; or la république de Chypre refuse de contrôler cette frontière de facto entre le nord et le sud, car elle considère que cela équivaudrait à reconnaître les frontières et par conséquent la république turque de Chypre du Nord.

### Aujourd'hui

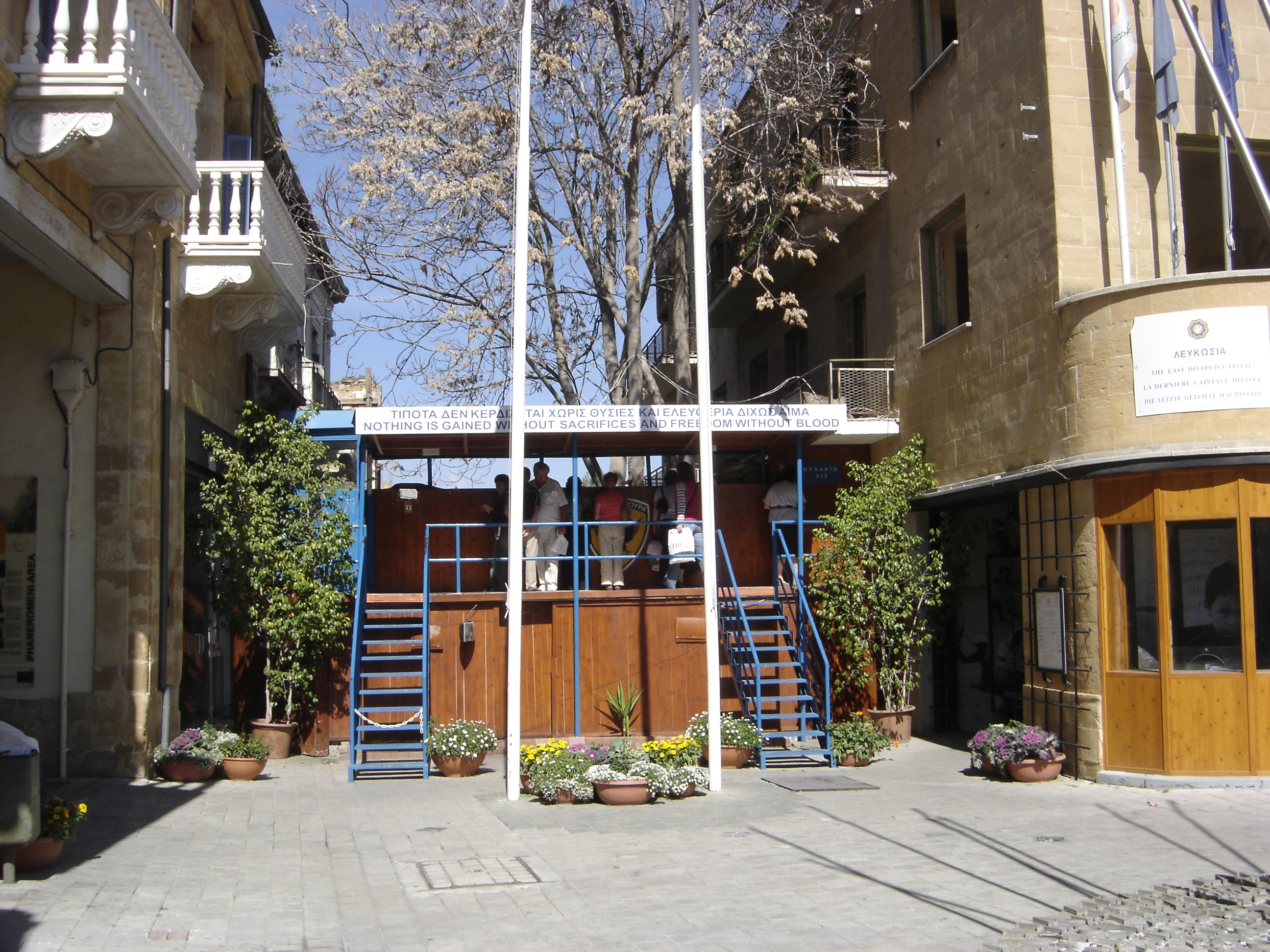
Observatoire sur la ligne verte, rue Ledra à Nicosie.

L’absence d’avancées politiques concrètes a perduré et le 19 avril 2009 ont eu lieu, de façon anticipée, les huitièmes élections législatives de Chypre du Nord : c'est le Parti de l'unité nationale (UBP, nationaliste), dirigé aujourd'hui par Derviş Eroğlu, qui remporte les élections.
Le 21 mars 2008, lors d'une entrevue entre le nouveau président de la république de Chypre, Dimítris Khristófias, et le président de Chypre du Nord, Mehmet Ali Talat, il est annoncé l'ouverture d'un point de passage dans la rue Ledra, grande rue commerçante de Nicosie. Ce nouveau point de contrôle s'ajoute aux cinq autres ouverts depuis 2003 sur plusieurs points de la ligne verte. Un autre point de passage est ouvert en 2010 à Limnítis dans la partie nord-ouest de l'île coupée en deux depuis 1974,. Le 3 avril 2008, malgré l'opposition de l'armée turque qui a dû reculer ses soldats de 50 m, la rue Ledra est donc rouverte et devient le premier point de passage du centre de la ville. Environ 30 000 Chypriotes turcs passent quotidiennement la ligne de démarcation à Nicosie pour se rendre en zone grecque.

## Politique et administration

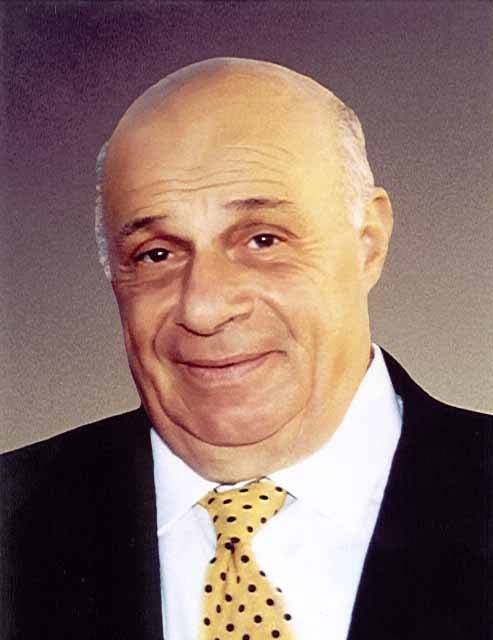
Rauf Denktaş.

Selon sa constitution, la république turque de Chypre du Nord est une république démocratique laïque à régime semi-présidentiel. Le Président est dans le même temps le chef d'État, le Premier ministre est quant à lui le chef du gouvernement.

### Principaux partis politiques
Huit partis se partagent la vie politique chypriote turque :
- Parti de l'unité nationale - UBP (droite)
- Parti démocrate - DP (centre droit)
- Parti républicain turc - CTP (centre gauche)
- Parti de la liberté et de la réforme - ÖRP (centre gauche)
- Parti de la démocratie socialiste - TDP (centre gauche)
- Parti de Chypre unifié - BKP (communiste)
- Parti de la nouvelle Chypre - YKP (centre gauche)
- Parti socialiste de Chypre - KSP (extrême gauche)

### Élections

#### Présidentielle
Le dirigeant de la république de Chypre du Nord est élu tous les cinq ans au suffrage universel direct. La première élection s'est déroulée en 1981 et a vu Rauf Denktaş être élu dirigeant de Chypre du Nord. Il l'est resté jusqu'en 2005 (soit durant cinq mandats), date à laquelle il ne se présenta pas.
L’élection du 24 avril 2005 a vu la victoire du social-démocrate Mehmet Ali Talat du Parti républicain turc. L'élection du 18 avril 2010 place le premier ministre Derviş Eroğlu (Parti de l'unité nationale, droite) à la tête de l'État, battant Talat. Celle de 2015 voit l'élection de Mustafa Akıncı (Parti de la démocratie socialiste, gauche), face au président sortant.

#### Législatives
Les élections législatives ont lieu tous les cinq ans au suffrage à la proportionnelle afin d'élire cinquante députés. Le seuil minimal à atteindre pour pouvoir prétendre à avoir des députés élus est de 5 %.
Le 7 janvier 2018 ont lieu les dixièmes élections législatives de Chypre du Nord. Le Parti républicain (social-démocrate), arrivé deuxième, conserve ainsi la direction du gouvernement, formant une coalition avec le Parti populaire (centriste), le Parti de la démocratie socialiste (social-démocrate) et le Parti démocrate (centre-droit). Tufan Erhürman (Parti républicain) devient Premier ministre. Il est remplacé en mai 2019 par Ersin Tatar qui est élu président du pays un an plus tard. Le poste de Premier ministre revient alors à Ersan Saner qui démissionne en octobre 2021 à la suite d'une motion de censure. Le parlement est dissous et des élections anticipées sont convoquées pour le 23 janvier 2022. Elles sont marquées par la victoire du Parti de l'unité nationale qui rate de peu la majorité absolue en sièges. Le Premier ministre Faiz Sucuoğlu forme alors un gouvernement de coalition avec le Parti démocrate (DP) et le Parti de la renaissance (YDP). Il remet cependant sa démission deux mois plus tard, le 20 avril, au président Tatar qui l'accepte.

### Divisions administratives

Carte des districts de Chypre depuis 2016.

La république turque de Chypre du Nord est divisée en six districts portant les noms de leurs chefs-lieux :
- district de Famagouste (Famagouste / Gazimağusa) ;
- district de Kyrenia (Kyrenia / Girne) ;
- district de Güzelyurt (Morphou / Güzelyurt) ;
- district de Nicosie (Lefkoşa) ;
- district d'İskele (Tríkomo / İskele);
- district de Lefke (Lefka / Lefke).

La capitale est la partie nord de Nicosie (en turc : Lefkoşa). La séparation entre Chypre du Nord et la république de Chypre, appelée la ligne verte, est sous le contrôle de 1 400 casques bleus, mais aussi du Royaume-Uni. Ce dernier y maintient des bases militaires avec près de 4 000 soldats à Akrotiri, au sud de l'île, et à Dhekelia. La question de l’attribution territoriale de ces bases n’étant pas tranchée, ces bases britanniques (situées dans la zone frontière) sont sous une double administration conjointe partagée entre les deux États chypriotes, avec une législation différente pour les résidents britanniques, mais un système légal civil largement calqué de celui de l’État chypriote grec, avec des aménagements pour les résidents chypriotes turcs de Dhekelia.
Ces zones de souveraineté britanniques servent aussi de lieu d’échange, de négociation et de passage entre les deux communautés de l’île.

### Défense
La force de sécurité de Chypre du Nord (KKTC Güvenlik Kuvvetleri Komutanlığı) est composée de 5 000 soldats. Elle ne constitue pas en soi une armée, mais plutôt une division militaire. En plus de la formation des soldats, elle est également chargée de la formation de la police chypriote turque.
Le major général de la force de sécurité de Chypre du Nord est désigné par cette même armée turque.

#### Major-général
La durée de fonction des major-généraux chypriotes turcs est de deux ans :
| #  | Major général       | début de mandat   | fin de mandat |
| -- | ------------------- | ----------------- | ------------- |
| 1  | Hayri Ündür         | 10 septembre 1976 | 29 août 1978  |
| 2  | Attila Erdoğan      | 26 août 1978      | 21 août 1980  |
| 3  | Kemal Yavuz         | 21 août 1980      | 24 août 1982  |
| 4  | Hikmet Köksal       | 24 août 1982      | 22 août 1984  |
| 5  | Yusuf Selçuk Saka   | 22 août 1984      | 14 août 1986  |
| 6  | Bilgi Büyükünal     | 14 août 1986      | 20 août 1988  |
| 7  | Ali Yalçın          | 20 août 1988      | 17 août 1990  |
| 8  | Erdoğan Dirik       | 17 août 1990      | 17 août 1992  |
| 9  | Yaşar Spor          | 17 août 1992      | 19 août 1994  |
| 10 | İsmail Koçman       | 19 août 1994      | 25 août 1996  |
| 11 | Hasan Peker Günal   | 25 août 1996      | 21 août 1998  |
| 12 | Ali Nihat Özeyranlı | 21 août 1998      | 17 août 2000  |
| 13 | Galip Mendi         | 17 août 2000      | 16 août 2002  |
| 14 | Necmettin Baykul    | 17 août 2002      | 18 août 2004  |
| 15 | Tevfik Özkılıç      | 18 août 2004      | 9 août 2006   |
| 16 | Mehmet Eröz         | 9 août 2006       | 19 août 2008  |
| 17 | Abdullah Recep      | 19 août 2008      | 19 août 2010  |

## Population et société

### Démographie
En 1925, après la défaite de l'Empire ottoman durant la Première Guerre mondiale et la création de la république de Turquie, le rapport démographique se modifie avec le départ, de Chypre vers la Turquie, de nombreux Turcs : les chypriotes grecs représentent, après le départ, 80 % de la population de l'île.
D'après le dernier recensement officiel effectué en 1973, soit un an avant l'invasion de l'île par l'armée turque, la communauté chypriote turque représentait 116 000 personnes.
D'après les autorités chypriotes grecques, entre 1975 et 2000, près de 55 000 Chypriotes turcs ont quitté Chypre du Nord pour diverses raisons (en particulier économiques) ; d'après leurs estimations, la population originaire de Turquie et installée après l'intervention turque aurait dépassé la population autochtone chypriote turque : 115 000 originaires de Turquie contre 87 600 autochtones.
Le dernier recensement officiel a été fait en 2006 par les autorités turques du nord de Chypre : 265 000 habitants ont été recensés au nord de l'île. 115 000 sont nés dans la zone turque ; 32 500 sont nés en zone sud ; 95 000 sont nés en Turquie et près de 15 000 sont nés dans d'autres pays (dont 5 000 au Royaume-Uni). Sur ces 265 000 personnes résidant en Chypre du Nord, 178 000 (67 %) ont la nationalité chypriote turque : 112 000 (63 %) d'entre eux sont nés en Chypre du Nord, 32 500 (18 %) sont nés dans la république de Chypre (la majorité sont des chypriotes turcs nés dans la zone sud de l'île et qui ont émigré vers le nord de l'île après la partition de l'île), 27 700 (15 %) sont nés en Turquie, le reste (2,6 %) est né dans d'autres pays.

#### Diaspora chypriote turque
Par ailleurs, selon la BBC, 130 000 Chypriotes turcs se seraient installés au Royaume-Uni et près de 25 000 en Australie.

### Transport et communication

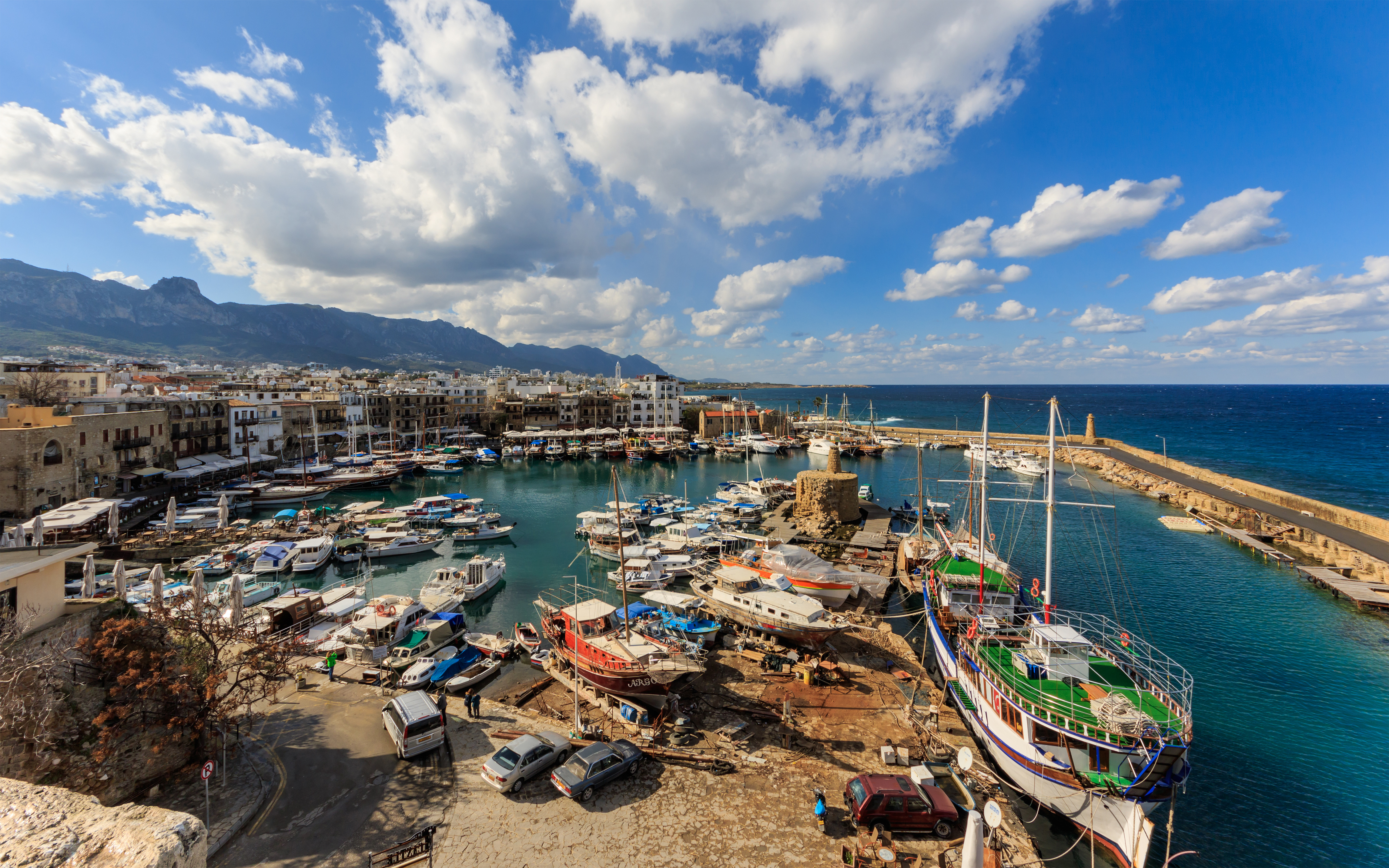
Port de Kyrenia

L'indicatif téléphonique international est le +90392. Le domaine internet est celui de la Turquie, .nc.tr (nc pour northern cyprus). L'Union postale universelle ne reconnaît pas la république turque de Chypre du Nord en tant qu'État autonome, par conséquent elle ne lui accorde pas de code postal. Afin de contourner cet obstacle, Chypre du Nord utilise la ville turque de Mersin en tant que base postale et a pour code postal Mersin 10 Turkey.
Il n'existe pas de liaison maritime ou aérienne directe entre les ports ou aéroports chypriotes turcs et les autres pays, à part la Turquie et l'Azerbaïdjan (même si cette dernière ne reconnaît pas Chypre du Nord, à l'exception de sa république autonome du Nakhitchevan).
La compagnie aérienne nationale était jusqu'en 2010 la Cyprus Turkish Airlines (en turc : Kıbrıs Türk Hava Yolları).
L'ancien chemin de fer gouvernemental de Chypre, en service durant la colonisation britannique, était en grande majorité situé dans le territoire de l'actuelle Chypre du Nord.

#### Aéroports et ports
- Aéroport international Ercan (Lefkoşa)
- Aéroport de Geçitkale (Gazimağusa)
- Aéroport d'İlker Karter (Girne)
- Aéroport de Pınarbaşı (Girne)
- Aéroport de Topel (Güzelyurt)
- Port de Girne (Girne)
- Port de Gazimağusa (Gazimağusa)

### Éducation
En 2006, selon les autorités de Chypre du nord, l'éducation représentait plus de 14 % du budget ; le système éducatif est divisé en cinq niveaux :
- classe d'âge de 5-7 ans (2 ans) : maternelle.
- classe d'âge de 7-12 ans (5 ans) : école primaire, gratuite et obligatoire.
- classe d'âge de 12-15 ans (3 ans) : collège, gratuit et obligatoire.
- classe d'âge de 15-18 ans (3 ans) : lycée général, lycée professionnel, lycée technique et autres.
- classe d'âge supérieur à 18 ans : université

#### Enseignement supérieur
1 631 étudiants chypriotes turcs étudient à l'étranger (en particulier en Turquie) ; en Chypre du Nord, ils sont près de 10 300 pour l'année 2006-2007. Le nombre d'étudiants étrangers croît chaque année pour atteindre un chiffre de 30 000 en 2007, dont 27 000 provenant de Turquie et 3 000 d'autres pays étrangers. La petite république turque de Chypre du Nord compte pas moins de cinq universités soit au total quelque 25 000 étudiants dont la plupart sont non-Chypriotes (Turcs dans la majorité des cas). Un nombre important qui devrait atteindre, selon les estimations, 45 000 dans les années à venir. D’ores et déjà, cet effectif représente un cinquième de la population du nord de l’île.

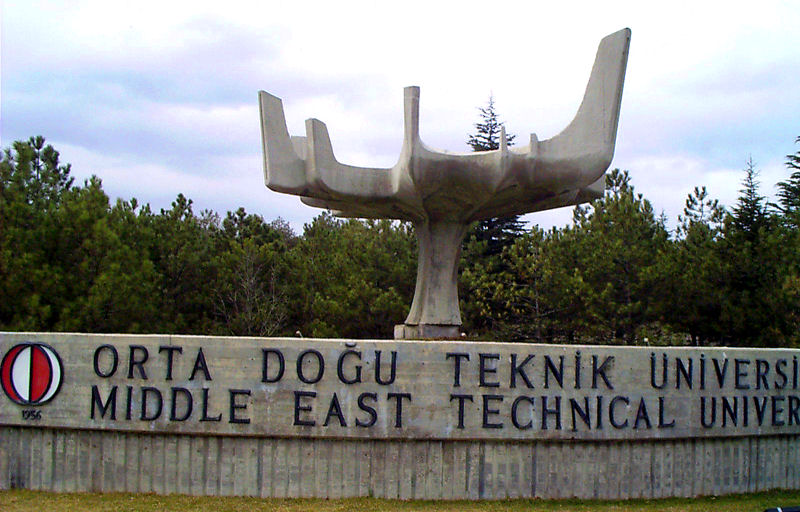
Monument à l'entrée de l'Université technique du Moyen-Orient

L’éducation est un secteur clé de l’économie, et les établissements d’éducation de Chypre fournissent des opportunités de travail pour de nombreux universitaires de Turquie. Les étudiants et universitaires constituent ainsi une part significative des résidents temporaires en république turque de Chypre du Nord, séjournant la plupart du temps sur de vastes campus universitaires ou dans des appartements loués en zone urbaine. Longtemps bercée par l’illusion d’une prometteuse explosion du tourisme, la classe dirigeante s’est recentrée sur cette nouvelle vocation, et le terme « l’île de l’éducation » s’est progressivement répandu dans les discours politiques pour désigner Chypre. Il y a quatre campus qui accueillent ces étudiants :
- Campus de Chypre du Nord de l'Université technique du Moyen-Orient (Orta Doğu Teknik Üniversitesi Kuzey Kıbrıs Kampusu)
- Campus de Chypre du Nord de l'Université Gazi (Gazi Üniversitesi Kuzey Kıbrıs Kampüsü)
- Campus de Chypre du Nord de l'Université Çukurova d'Adana (Adana Çukurova Üniversitesi Kuzey Kıbrıs Kampüsü)
- Campus de Chypre du Nord de l'Université technique d'Istanbul (İstanbul Teknik Üniversitesi Kuzey Kıbrıs Kampüsü)

Il est vrai que le marché de l’enseignement supérieur est très porteur, eu égard aux frais de scolarité pratiqués, souvent élevés. La majeure partie des universités privées dispense des cours en langue anglaise, drainant des populations turques aisées, venues d’Istanbul, Ankara et Izmir pour la plupart. Toutes les universités chypriotes turques sont privées. Elles sont au nombre de cinq et accueillent près de 25 000 étudiants :
- Université de la Méditerranée Orientale (Doğu Akdeniz Üniversitesi)
- Université Américaine de Girne (Girne Amerikan Üniversitesi)
- Université Européenne de Lefke (Lefke Avrupa Üniversitesi)
- Université Internationale de Chypre (Uluslararası Kıbrıs Üniversitesi)
- Université du Proche-Orient (Yakın Doğu Üniversitesi)

Ces établissements, parfaitement intégrés au système turc, n’imposent cependant pas d’avoir obtenu les meilleurs résultats à l’examen sanctionnant la fin des études secondaires. Aussi, les étudiants turcs sont-ils souvent présentés comme issus de la « jeunesse dorée », contraints de s’installer à Chypre à grand renfort de dollars pour pallier des résultats scolaires médiocres et échapper à des universités turques de seconde zone. Afin de réduire cette inégalité d’accès aux universités chypriotes, le législateur a imposé un quota d’élèves boursiers fixé à 5 % dans ces établissements. Parmi ces universités, l’Eastern Mediterranean University (Université de la Méditerranée Orientale), à Gazimağusa, s’est établie comme une université tournée vers l’international et réunissant actuellement plus de 11 000 étudiants venus d’une trentaine de pays. Les facultés de sciences, d’ingénierie et d’économie et gestion sont les plus importantes, mais elle dispense également des cours de droit, relations internationales et littérature turque et anglaise.
Depuis les années 1990, on assiste également, de manière beaucoup plus discrète, à la multiplication des établissements religieux, qu’il s’agisse de lycées ou d’universités généralistes financées par des fondations musulmanes (vakıf) ou bien de medrese (écoles coraniques). Ces établissements profitent de la liberté offerte dans l’île, alors qu'en Turquie, la stricte laïcité réglemente étroitement le port des vêtements et les matières comme l'enseignement coranique.

### Santé
Il existe cinq centres hospitaliers majeurs : l'hôpital Dr Burhan Nalbantoğlu (le plus grand centre hospitalier de Chypre du Nord, avec près de 400 lits), l'hôpital Gazimağusa, l'hôpital Dr Akçiçek, l'hôpital Cengiz Topel et l'hôpital Barış Ruh ve Sinir Hastalıkları (psychiatrie et gériatrie). Il existe également, selon ministère de la santé chypriote turc, des centres médicaux spécialisés dans les maladies chroniques, les maladies hématologiques, l'oncologie et les maladies endocriniennes.

### Culture

#### Langue
La langue officielle est le turc, parlée par 99 % de la population de Chypre du Nord. La population est ethniquement homogène avec 99 % de Chypriotes turcs, le 1% restant des habitants étant d'origine chypriote grecque. La langue turque de l'île a subi l'influence du grec chypriote ; cette influence a diminué après l'arrivée des Turcs de Turquie et le transfert de l'ensemble des Chypriotes turcs dans la partie nord de l'île.
L'anglais qui était une des langues officielles sous le mandat britannique est encore parfois utilisé par les Chypriotes turcs, notamment dans l'enseignement supérieur et plus rarement dans la publicité et la signalisation routière.

#### Religion
La laïcité est inscrite dans la constitution chypriote turque. 99 % des habitants de Chypre du Nord sont musulmans.
Des discriminations de la minorité chrétienne sont régulièrement dénoncées. Ainsi, les Orthodoxes, les Maronites et les Chrétiens arméniens ne sont autorisés à tenir des offices religieux de façon permanente que dans quelques églises désignées. Ils ne peuvent en célébrer dans d'autres églises ou monastères que moyennant une autorisation officielle.

#### Médias
Télévision
- BRT 1
- BRT 2
- Kıbrıs Genç TV
- ADA TV
- KIBRIS TV

#### Presse
Bayrak Radyo Televizyon Kurumu (BRT) est la chaîne publique chypriote turque. C'est la première chaîne de télévision de Chypre du Nord. Deux autres chaînes de télévisions, BRT 1 et BRT World, et cinq stations de radio assurent la communication du service public. Il existe six autres chaînes de télévisions privées et vingt-deux stations de radio privées.
Türk Ajansı Kıbrıs (TAK) est l'agence de presse liée à l'État. Il existe neuf autres agences de presse, dont deux étrangères (de Turquie), treize journaux quotidiens, quatre magazines hebdomadaires, quatre magazines mensuels en Chypre du Nord.
Dans le jeu de guerre Call of Duty Black Ops 6, on voit apparaître un passeport appartenant à la République de Chypre du Nord dans la section multijoueur.

### Tourisme

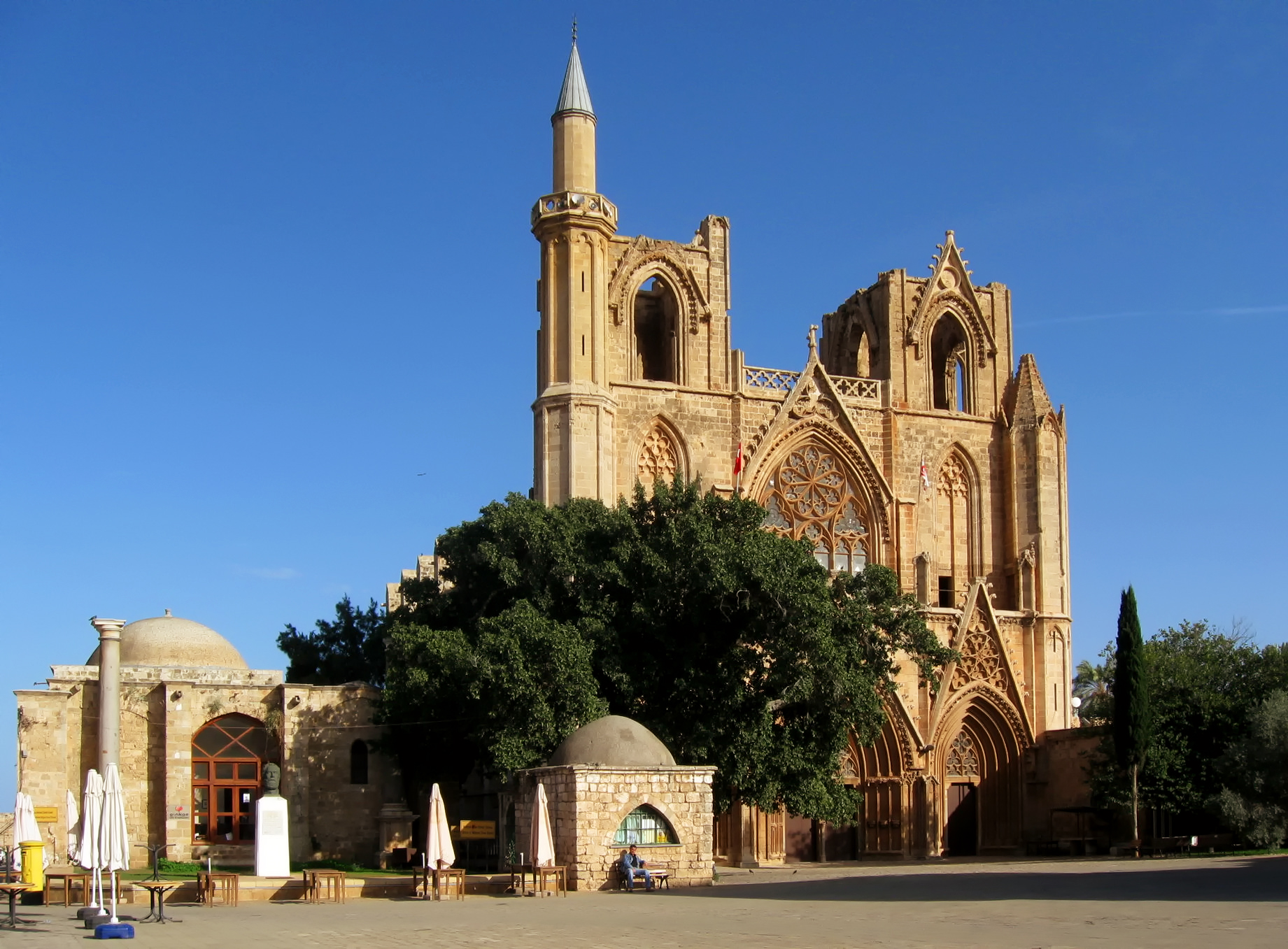
Église Saint Nicolas à Famagouste

En 2008, la république turque de Chypre du Nord estime avoir accueilli 1 008 000 touristes, soit une augmentation de près de 25 % par rapport à l'année précédente. 65 %, soit 650 000, étaient originaires de Turquie et 57 000 étaient des britanniques.
En octobre 2009, le nombre de places d'hôtel était de 15 705 (dont 11 065 seulement à Kyrenia), soit une augmentation de 1,7 % par rapport à la même période en 2008. Les hôtels cinq étoiles accueillent près de la moitié des touristes. 

### Sport
Une enquête menée par la Fédération des journalistes sportifs chypriotes turcs montre que le sport le plus populaire est le football (22,50 %), suivi du basket-ball (11,70 %). En queue de peloton, on trouve le golf avec 0,50 % des sondés.

#### Football
Fondée le 29 octobre 1955, la Fédération chypriote turque de football est la plus ancienne fédération sportive de Chypre du Nord. Elle est affiliée à la NF-Board. La FLY OIL 1.Lig, première division de football en Chypre du Nord, et la 2e division accueillent chacune 14 équipes de football. La 3e division accueille quant à elle 20 équipes. La Fédération Chypriote Turque de football a fêté ses 50 ans en organisant un tournoi avec l'équipe de Laponie et celle du Kosovo. L'équipe la plus titrée avec douze trophées est le Çetinkaya Türk SK.

### Jours fériés
Les jours fériés officiels sont les suivants :
- 1er janvier : Jour de l'an
- 23 avril : Journée de l'enfant
- 1er mai : Fête du Travail
- 19 mai : Journée de la jeunesse et du sport
- 20 juillet : Journée de la paix et de la liberté
- 1er août : Journée de la résistance
- 30 août : Journée de la victoire
- 29 octobre : Fête nationale turque
- 15 novembre : Journée de l'indépendance

## Économie
La république turque de Chypre du Nord est soumise à un embargo international ; du fait de cet isolement diplomatique, elle ne peut commercer directement avec les États autres que la Turquie : près des deux-tiers des exportations et des importations se font avec l'État turc. La monnaie utilisée est la lire turque.

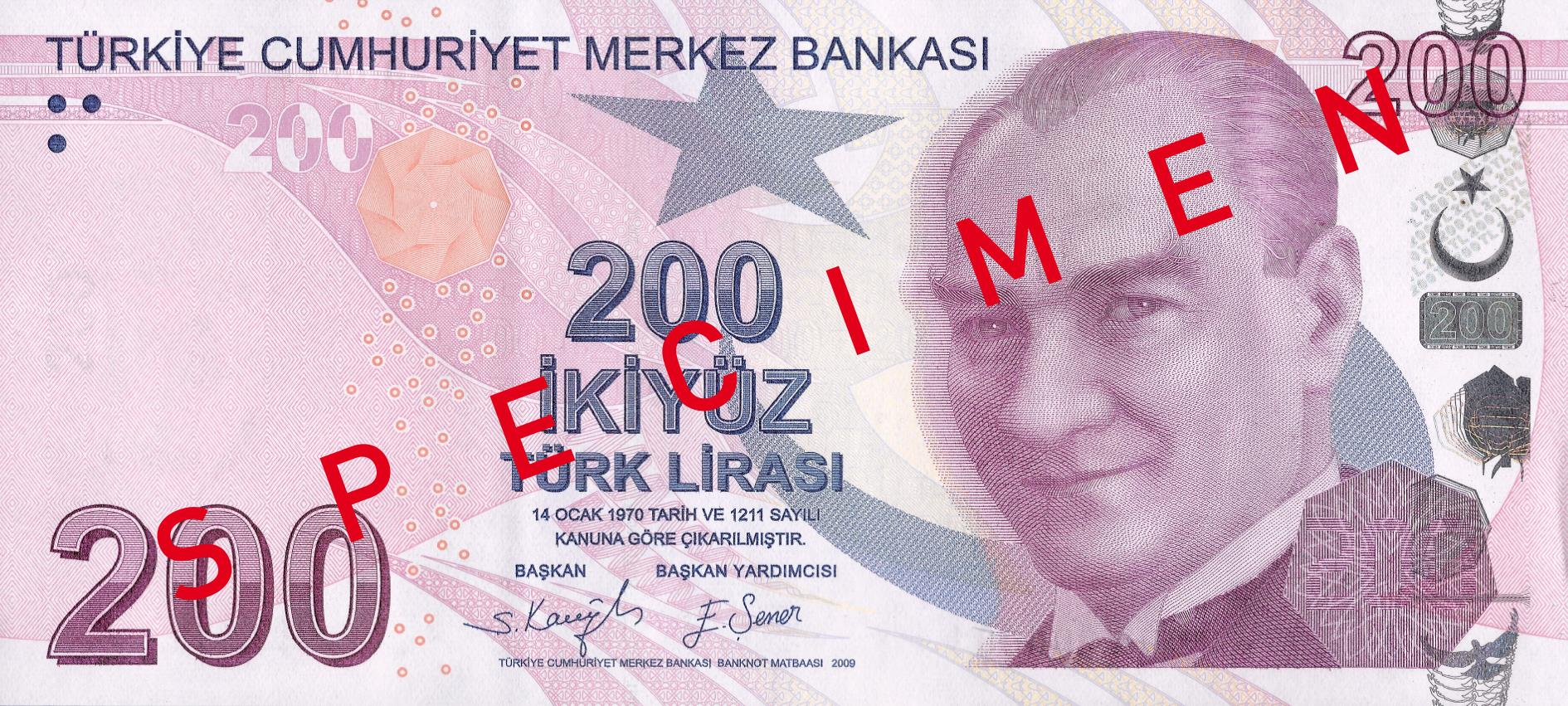
Chypre du Nord utilise la lire turque comme monnaie.

Le bureau de statistiques chypriote turc déclare que le produit national brut par habitant aurait été multiplié par trois en moins de dix ans ce qui le rapprocherait de celui de Chypre :
| Année       | 2000  | 2001  | 2002  | 2003  | 2004  | 2005   | 2006   | 2007   | 2008   | 2009   |
| ----------- | ----- | ----- | ----- | ----- | ----- | ------ | ------ | ------ | ------ | ------ |
| PNB/hab ($) | 4 978 | 4 303 | 4 409 | 5 949 | 8 095 | 10 567 | 11 837 | 14 765 | 16 158 | 13 354 |

En 2009, selon la presse turque, le salaire minimum était de 1 237 tl ; le salaire minimum d'un fonctionnaire est quant à lui de 1 500 tl.

### Commerce

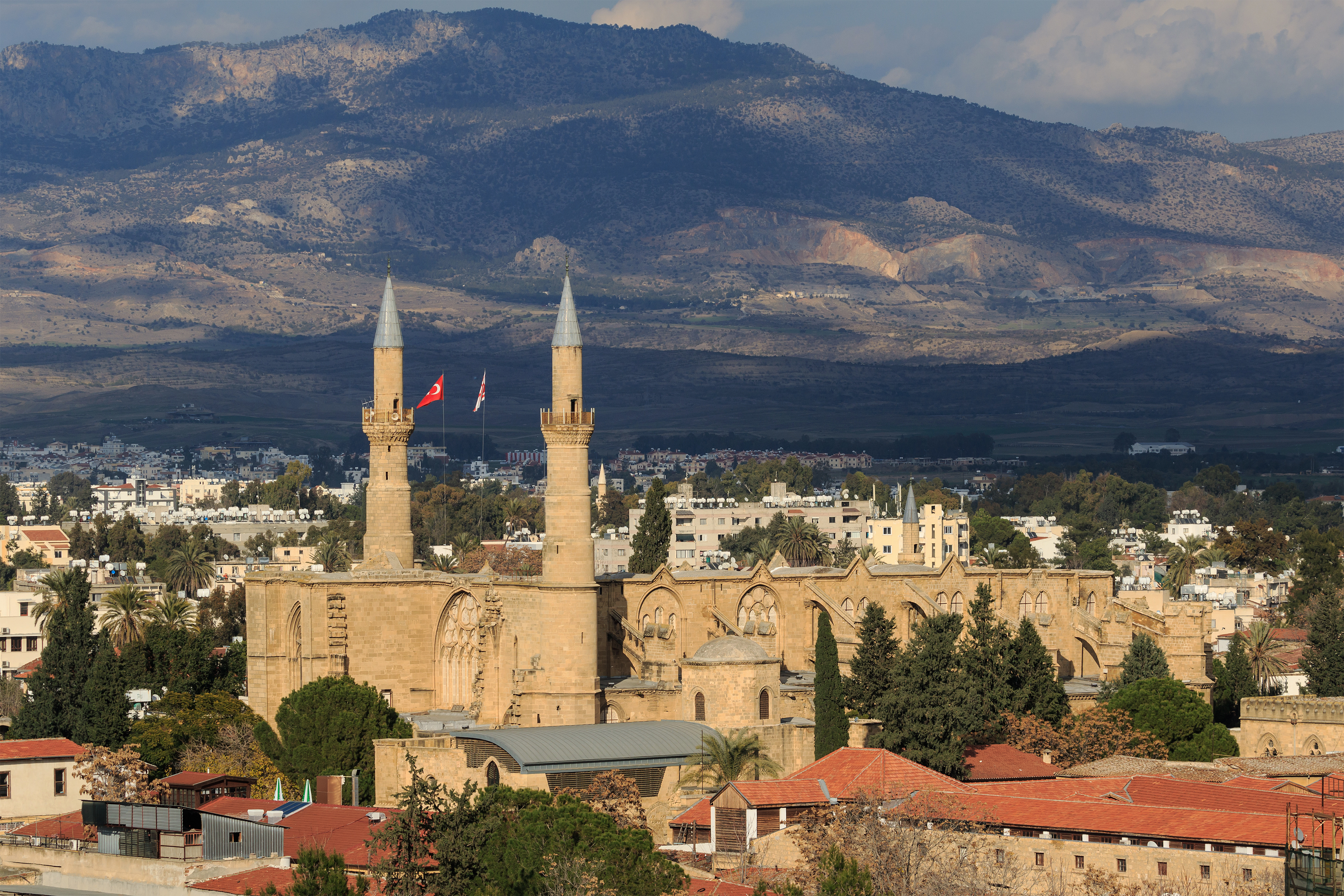
Mosquée de Selim II de Nicosie, ancienne cathédrale Sainte-Sophie transformée en mosquée pendant la période de domination ottomane.

Le commerce avec les États tiers est entravé depuis l'arrêt de la Cour de justice des Communautés européennes du 5 juillet 1994, qui précise que les certificats d'origine de la zone nord ne sont plus acceptés dans l'Union européenne.

#### Importation
En 2007, selon le ministère de la culture, de l'environnement et du tourisme, les importations représentaient plus d'un milliard et demi de dollars, soit une augmentation de plus de 450 % en six ans. La majorité des biens importés étaient de type véhicule (10 %), combustible (7 %), construction (4 %)... Deux tiers des importations se feraient avec la Turquie, 16 % avec les pays de l'Union européenne, 7 % avec les pays d'Asie centrale.

#### Exportation
En 2007, les exportations représentaient plus de quatre-vingts millions de dollars, soit une augmentation de plus de 100 % depuis la prise de pouvoir par l'armée turque. La majorité des biens exportés sont des agrumes (25 %) et du lait (25 %). D'après les chiffres publiés par le gouvernement chypriote turc, près de deux tiers des exportations se feraient avec la Turquie, 15 % avec les pays de l'Union européenne, 11 % avec les pays d'Asie centrale.

### Tourisme
La dépendance vis-à-vis de la Turquie se retrouve également dans ce secteur. Selon les autorités chypriotes turques, plus de 65 % des 1 008 000 touristes qui ont visité Chypre du Nord en 2008 sont turcs ; dans le même temps 158 000 étrangers, dont 57 000 Britanniques, ont visité le pays ; le restant, soit plus de 200 000 personnes, représentent la diaspora chypriote turque. Ce secteur dispose d'ailleurs d'un potentiel de croissance considérable en raison de la richesse culturelle et balnéaire, qui reste importante malgré un entretien insuffisant. En 2008, le secteur du tourisme avait employé près de 10 000 personnes et rapporté près de 430 millions de dollars au pays.
En 2008, l'exploitation des différents musées du nord de l'île aurait rapporté plus d'un milliard d'euros à l'État chypriote turc.

## Diplomatie

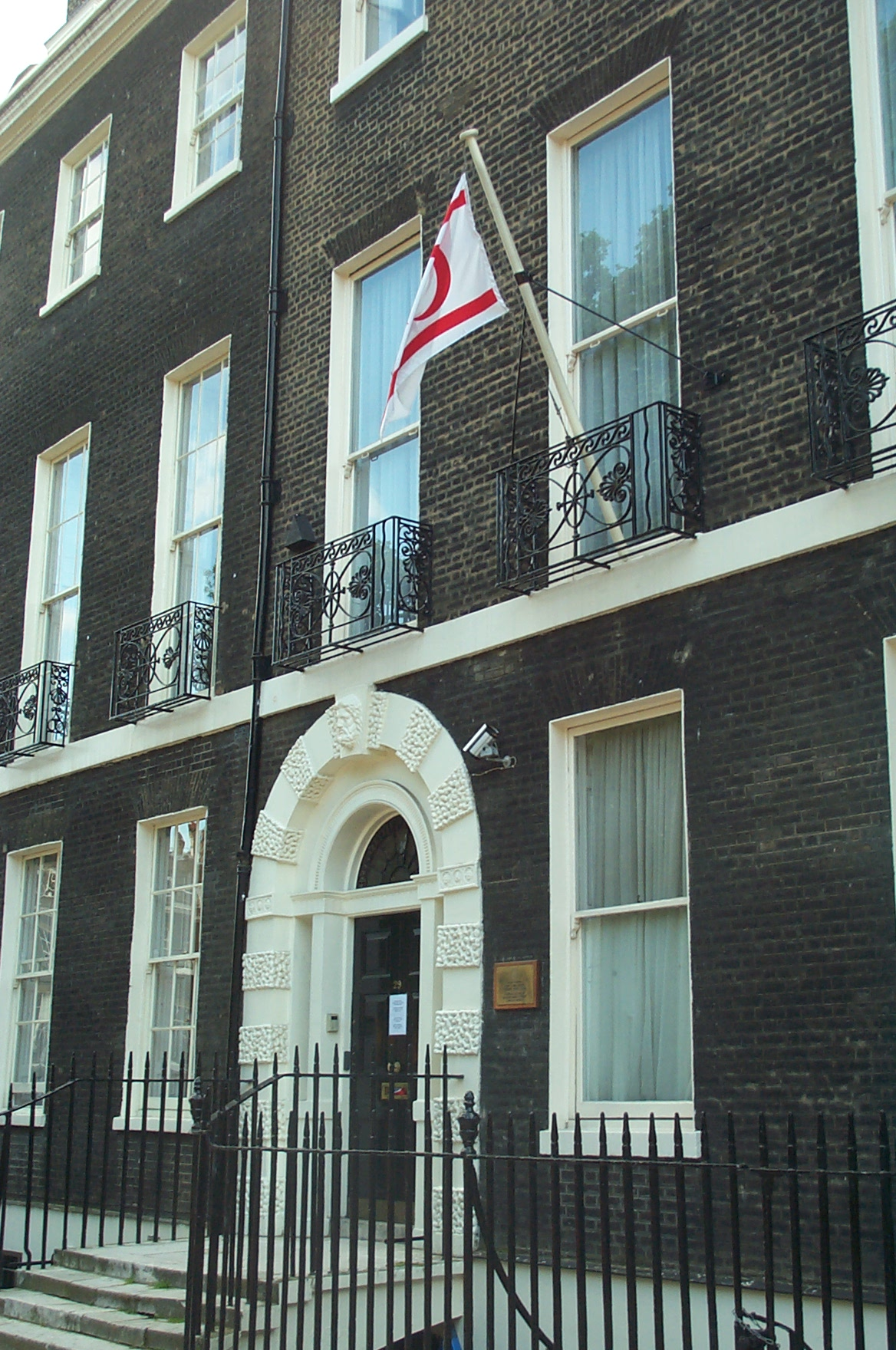
Office de la RTCN à Londres.

La zone nord de Chypre n'est reconnue en tant que république turque de Chypre du Nord que par la Turquie. Lors du 25e anniversaire de l'indépendance de Chypre du Nord, Rauf Denktaş, ancien et premier dirigeant chypriote turc, affirme lors d'une interview que le Pakistan et le Bangladesh avaient reconnu Chypre du Nord dès l'annonce de leur indépendance, mais ces deux pays ont dû faire machine arrière sous la pression internationale,. Le Pakistan fut également le seul pays à voter contre la résolution 541 des Nations unies qui considèrent la proclamation unilatérale d'indépendance de Chypre du Nord comme juridiquement nulle.
En 1992, la république autonome du Nakhitchevan a reconnu la république turque de Chypre du Nord, mais cette reconnaissance n'a rien d'officiel, puisque l'Azerbaïdjan, même s'il a exprimé une volonté de traiter à maintes reprises Chypre du Nord comme un État, ne reconnaît pas l'indépendance du nord de l'île,,.
En juin 2004, l’Organisation de la coopération islamique accorde à cette entité de facto, le statut d’observateur sous le nom de l’État turc de Chypre (terme employé dans le plan Annan),.
En 2005, selon la presse turque, le ministre des affaires étrangères chypriote turc Serdar Denktaş aurait déclaré à la presse, après une visite effectuée en Gambie, que son homologue gambien n'aurait pas vu d'inconvénient à créer des liens diplomatiques avec Chypre du Nord ; rien n'a été fait en ce sens à ce jour[Quand ?]. En 2008, la république turque de Chypre du Nord ouvre un office de tourisme et de commerce au Qatar.
En 2007, en visite à Denizli en Turquie, le dirigeant chypriote turc Mehmet Ali Talat déclare : « Nous avons besoin de l'aide du monde turc, car nous venons avant tout de la même ethnie. Jusqu'à maintenant, nous n'avons pas reçu l'aide que nous attendions de la part des pays turcophones. À part bien sûr la Turquie, nous recevons une aide assez limitée de la part de l'Azerbaïdjan et du Kirghizistan. Et en dehors du monde turc, nous recevons également l'aide du Pakistan. »
La fédération chypriote turque de billard fait partie de l'Union Mondiale de Billard (fédération internationale du Billard français).

### Représentations étrangères en Chypre du Nord
Seule la Turquie possède une ambassade dans la république de Chypre du Nord. L'Union européenne a ouvert un Office d'aide, situé également à Lefkoşa.

### Représentations chypriotes turques à l'étranger
La Turquie est le seul pays dans lequel Chypre du Nord possède des ambassades et des consulats : l'ambassade de Chypre du Nord en Turquie se trouve à Ankara ; c'est à Istanbul, Mersin et Izmir que l'on peut trouver les consulats chypriotes turcs.
N'étant reconnue par aucun autre État, Chypre du Nord peut cependant ouvrir des bureaux de représentation à l'étranger dans le but de garder un contact avec la diaspora chypriote turque, mais également de nouer des liens avec les pays tiers. Ces bureaux sont gérés par les instances chypriotes turques et par des bénévoles :
« Officiel » :
- Royaume-Uni : Londres
- Belgique : Bruxelles
- États-Unis : Washington, New York,
- Azerbaïdjan : Bakou
- Pakistan : Islamabad
- Émirats arabes unis : Abou Dabi
- Qatar : Doha

Bénévole :
- Turquie : Antalya, Bursa
- Allemagne : Munich, Cologne, Bavière, Berlin
- États-Unis : Los Angeles
- Autriche : Salzbourg
- Australie : Sydney, Melbourne
- Chine : Haikou
- Ghana : Accra
- Afrique du Sud : Vereeniging
- France : Paris
- Italie : Rome
- Canada : Ontario, Vancouver
- Arabie saoudite : Djeddah
- Hongrie : Budapest
- Malaisie : Shah Alam
- Jordanie : Amman

Office de tourisme :
- Turquie : Izmir, Antalya, Istanbul
- Suède : Göteborg
- Kirghizistan : Bichkek
- Royaume-Uni : Londres
- Allemagne : Francfort-sur-le-Main